# Championnats d'Afrique de boxe amateur 1994
Navigation
Édition précédente Édition suivante
La 9e édition des championnats d'Afrique de boxe amateur s'est déroulée à Johannesburg, Afrique du Sud, en 1994.

## Résultats

### Podiums
| Catégories                    | Or                 | Argent              | Bronze                             |
| Poids mi-mouches (-48 kg)     | Hamid Berhili      | Haman Ramadhani     | Anicet Rasoanaivo Mohamed Haioun   |
| Poids mouches (-51 kg)        | Richard Sunee      | Matumla Mbwama      | Theo Modise Kenneth Buhlalu        |
| Poids coqs (-54 kg)           | Steve Naraina      | Abdelaziz Boulahia  | Swaib Seguya Ben Mwangata          |
| Poids plumes (-57 kg)         | Miguel Chibuye     | Noureddine Madjhoud | Fred Onyango Y.Srour               |
| Poids légers (-60 kg)         | Hocine Soltani     | Denis Zimba         | Irvin Buhlalu Johan Jacobs         |
| Poids super-légers (-63,5 kg) | Stephanus Carr     | Gerry Legras        | Robert Musasizi Toufik Seddoud     |
| Poids welters (-67 kg)        | James Lubwama      | Aubrey Segopa       | Jose Mestre Fhadli                 |
| Poids super-welters (-71 kg)  | Victor Kunene      | Rival Cadeau        | Alex Kwangwari Anthony van Niekerk |
| Poids moyens (-75 kg)         | Mohamed Mesbahi    | Mohamed Bahari      | David Nyathi Marco Bangard         |
| Poids mi-lourds (-81 kg)      | Mohamed Benguesmia | Sybrand Botes       | Daliso Lungu Charles Chisamba      |
| Poids lourds (-91 kg)         | Omar Ahmed Rajab   | Jokkie Oberholzer   | Ezwell Ndlovu M.Placktor           |
| Poids super-lourds (+91 kg)   | Martin Botha       | Collice Mutizwa     | Pono Kamanga                       |

### Tableau des médailles
| Place | Pays              | Médaille d'or, Afrique | Médaille d'argent, Afrique | Médaille de bronze, Afrique | Total |
| ----- | ----------------- | ---------------------- | -------------------------- | --------------------------- | ----- |
| 1     | Afrique du Sud    | 3                      | 3                          | 6                           | 12    |
| 2     | Algérie           | 2                      | 3                          | 2                           | 7     |
| 3     | Maroc             | 2                      | 0                          | 2                           | 4     |
| 4     | Maurice           | 2                      | 0                          | 1                           | 3     |
| 5     | Zambie            | 1                      | 1                          | 1                           | 3     |
| 6     | Kenya             | 1                      | 1                          | 0                           | 2     |
| 7     | Ouganda           | 1                      | 0                          | 3                           | 4     |
| 8     | Seychelles        | 0                      | 2                          | 0                           | 2     |
| 9     | Zimbabwe          | 0                      | 1                          | 3                           | 4     |
| 10    | Tanzanie          | 0                      | 1                          | 1                           | 2     |
| 11    | Botswana          | 0                      | 0                          | 2                           | 2     |
| 12    | Madagascar        | 0                      | 0                          | 1                           | 1     |
| 12    | Togo              | 0                      | 0                          | 1                           | 1     |
| Total | 13 pays médaillés | 12                     | 12                         | 23                          | 47    |